# Tsagaan-Üür, Khövsgöl
Tsagaan-Üür (tiếng Mông Cổ: Цагаан-Үүр) là một sum của tỉnh Khövsgöl tại miền bắc Mông Cổ. Vào năm 2009, dân số của sum là 2.459 người.

## Lịch sử
Sum Tsagaan-Üür được thành lập, cùng với toàn tỉnh Khövsgöl, vào năm 1931. Năm 1933, nó có 2.400 cư dân trong 690 gia đình, và khoảng 22.000 đầu gia súc. Negdel địa phương, ban đầu có tên là Uilgan sau đó đổi tên thành Tsog, được thành lập vào năm 1939. Đến năm 2002, sum có 2.421 người, trong đó có người Khalkha, Uriankhai và Buriad.

## Địa lý
Sum có diện tích khoảng 8.730 km², nhưng chỉ khoảng 1.140 km² là đồng cỏ. Trung tâm sum, Bulgan (tiếng Mông Cổ: Булган), nằm cách tỉnh lị Mörön 173 km về phía đông bắc và cách thủ đô Ulaanbaatar 884 km. Nó nằm trên bờ sông Üür. Cách trung tâm sum khoảng 35 km về phía đông có một cái hang tên là Dayan deerkhiin agui.

### Khí hậu
Khí hậu bán khô hạn là kiểu khí hậu chủ yếu trong khu vực. Nhiệt độ trung bình hàng năm tại đây là 0 °C. Tháng ấm nhất là tháng 7, khi nhiệt độ trung bình là 20 °C và lạnh nhất là tháng 1, với -20 °C.

## Kinh tế
Năm 2004, sum có khoảng 145.000 đầu gia súc, trong đó có 66.000 con cừu, 63.000 con dê, 8.500 bò nhà và bò yak, 7.800 con ngựa, nhưng không có lạc đà.

## Thể thao
Tsagaan-Üür, đặc biệt là thung lũng sông Uilgan, nổi tiếng với các đô vật.